# Raspailia darwinensis
Raspailia darwinensis är en svampdjursart som beskrevs av Hooper 1991. Raspailia darwinensis ingår i släktet Raspailia och familjen Raspailiidae. Inga underarter finns listade i Catalogue of Life.